# 김진아 (영화 감독)
김진아(영어: Gina Kim)은 대한민국의 영화 감독이다. 1973년 서울에서 출생했다.

## 생애 및 경력
한국과 미국, 학계와 영화 현장을 넘나드는 김진아 감독이 만든 5개의 장편 영화와 비디오 아트 작품들은 로카르노, 베를린, 산 세바스찬, 부산, 로테르담, 베니스 영화제 등 유수의 영화제는 물론 뉴욕의 현대미술관, 파리의 퐁피두 센터, 스미소니안 박물관 등에서 전시/상영된 바 있다. 프랑스의 영화 잡지 까이에 뒤 시네마는 "한국 영화계의 급진적 발전을 볼 수 있는 유일한 풍경"이라는 말로 김진아 감독의 등장에 환호했으며, 엘에이 타임즈는 "극도로 자기성찰적인 예술영화의 성취"를 이룬 감독이라 극찬했다.
장편 다큐멘터리 <김진아의 비디오일기>와 <그 집 앞>의 세계적인 호평에 힘입어
2007년 완성한 <두번째 사랑>은 하정우와 베라 파미가가 주연한 인종과 계급을 넘어서는 사랑이야기이다. 시나리오를 본 이창동 감독이 제작자로, <피아노>의 영화음악으로 잘 알려진 세계적인 작곡가 마이클 니먼이 음악감독을 자청함으로써 이루어진 호화제작진은 영화 제작전부터 언론의 이목을 끌었다.
최초의 한미 합작 영화로 제작되어 미국, 프랑스, 한국 등에서 개봉 후 헐리우드의 폭발적인 관심을 모은 네버 포에버의 성공에 힘입어 김감독은 미국 최대의 에이전시 CAA에 스카우트되어 화제가 되기도 했다.  영화를 본 헐리우드의 거장 마틴 스콜세지 감독은 "뛰어난 연기와 강렬한 인상을 남기는 걸출한 연출력이 어우러진 감동적인 경험!"이라는 평을 한 바 있다.
이런 평단의 전폭적 지지와 감독의 독자적 작품 세계를 눈여겨 본 하바드 대학의 초청으로 김진아 감독은 2004년 하바드 대학교 시각예술학부 교수로 부임한다. 구미의 저명한 예술 감독들을 초청해 온 하버드대학이 아시아 감독을 초청한 것은 처음이었다.
2009년에는 장편 에세이 다큐멘터리 <서울의 얼굴>을 완성하여 베니스 영화제에서 상영했다. 동시에 제 57회 베니스 영화제 경쟁부문의 심사위원을 역임함으로 한국 여성감독으로는 최초로 세계 삼대 영화제 경쟁 부문의 심사위원을 맡는 영광을 누렸다.
김진아 감독의 <파이널 레시피>는 아시아 여성의 정체성을 창작의 근간으로 삼아온 김진아 감독과, 동양인 여배우로는 유일하게 이중언어를 구사하며 헐리우드에서 활동하는 양자경의 만남으로 잉태된 대규모 장편상업영화이다. 양자경과 수퍼주니어 출신 M 헨리 주연의 이 영화는 상하이를 배경으로 태국, 중국, 한국에서 촬영되었으며 김감독은 연출은 물론 제작자로 참여했다. 산세바스찬 영화제에서 Culinary Zinema 개막작으로 첫 선을 보인 <파이널 레시피>는 한국, 중국, 미국의 관객과 만났다.
2017년 이후 김진아 감독의 작품들은 여성의 몸에 가해지는 초국가적 폭력에 초점을 맞춘다. 미군위안부 VR3부작의 첫번째 작품인 <동두천>은 베니스 영화제 베스트 VR스토리 상을 비롯 유수의 상을 휩쓸었고 필름메이커 매거진에 의해 2017 최고의 VR영화로 선정되었다. 2021년 완성된 <소요산>은 제네바 국제영화제에서 최우수 VR작품상을 수상했으며 정치적 이슈를 감각적 경험의 세계로 풀어낸 기념비적인 작품으로 평가받았다.
창작 외에도 학계, 영화제 등에서 국제무대에서 활약을 펼치는 김진아 감독은 한국여성감독 최초로 제 57회 베니스 영화제 경쟁부문의 심사위원을 역임했고 2004년에는 아시아 여성 최초로 하버드 대학 시각예술학과에서 영화제작과 이론을 가르쳤다. 2014년에는 하버드 대학에서 최우수교육자상을 수상했고 2018년 버라이어티지에 의해 최고의 영화교육자 10인에 선정되었다. 2014년부터 UCLA대학 영화과 종신교수로 재직중이며 헐리우드와 한국을 오가며 활동 중이다.

## 학력
- 1996 서울대학교 미술대학 서양화과 졸업 (BFA)
- 1999 캘리포니아 인스티튜트 오브 디 아츠, 필름/비디오 (영화전공) 대학원 졸업 (MFA)

## 작품 활동
- 2023년 《아메리칸 타운》
- 2021년 《소요산》
- 2017년 《동두천》
- 2013년 《파이널 레시피》
- 2009년 《서울의 얼굴》
- 2007년 《두번째 사랑》
- 2003년 《그 집 앞》
- 2002년 《김진아의 비디오 일기》
- 2001년 《다채로와지는 아침》
- 1999년 《빈 집》
- 1998년 《날아다니는 식욕》
- 1997년 《문》
- 1996년 《걷기》
- 1995년 《지나가는 자리》
- 1995년 《내가 그리는 그림》
- 1995년 《당신들의 세상》
- 1995년 《히로인》

## 경력
- 2015 ~ 미국 UCLA 영화과 교수
- 2013 ~ 2014 미국 하버드대학교 시각예술환경학부 교수
- 2009 제3회 아시아 태평양 스크린 어워드 심사위원
- 2009 베니스영화제 경쟁부문 심사위원
- 2005 하버드 필름 아카이브 한국영화회고전 큐레이터
- 2004 토리노국제영화제 단편경쟁부문 심사위원
- 2004 ~ 2007 미국 하버드대학교 시각예술환경학부 교수

## 심사 및 기타 활동
- 2015   로스앤젤레스 국제 문화 영화제 심사위원
- 2009  아시아 태평양 영화상 심사위원
- 2009  베니스 영화제 경쟁부문(오리종티) 심사위원
- 2005  뉴 잉글랜드 무빙 이미지 펠로우쉽 심사위원
- 2005  하바드 대학교/하바드 필름 아르카이브, 한국영화회고전 큐레이터
- 2004  토리노 국제영화제 단편경쟁부문 심사위원

## 수상
- 2018  컬럼비아 대학교 디지털 스토리텔링랩 획기적 스토리텔링상
- 2017  필름메이커 매거진 2017년 베스트 VR 스토리텔링상
- 2017 베니스영화제 베스트 VR 스토리상
- 2017 테살로니키 영화제 베스트 VR 영화상
- 2017 보고타 단편 영화제 베스트 VR 영화상
- 2014 하버드 대학교 최고 교육자상 (Certificate of Teaching Excellence)
- 2007 도빌 아메리칸 영화제 심사위원대상
- 2006 뉴 잉글랜드 무빙 이미지 펠로우쉽
- 2006 한국국제교류재단 멀티미디어 제작지원
- 2006 영화진흥위원회 예술영화제작지원
- 2005 하바드 필름 스터디 센터 펠로우쉽
- 2003 서울여성영화제 특별상
- 2003 영화진흥위원회 예술영화 배급지원
- 2002 영화진흥위원회 디지털 영화제작지원